# Sphaerodactylus vincenti
Espèce
Synonymes
- Sphaerodactylus festus Barbour, 1915
- Sphaerodactylus monilifer Barbour, 1921

Statut de conservation UICN

 LC  : Préoccupation mineure
Sphaerodactylus vincenti est une espèce de geckos de la famille des Sphaerodactylidae.

## Répartition

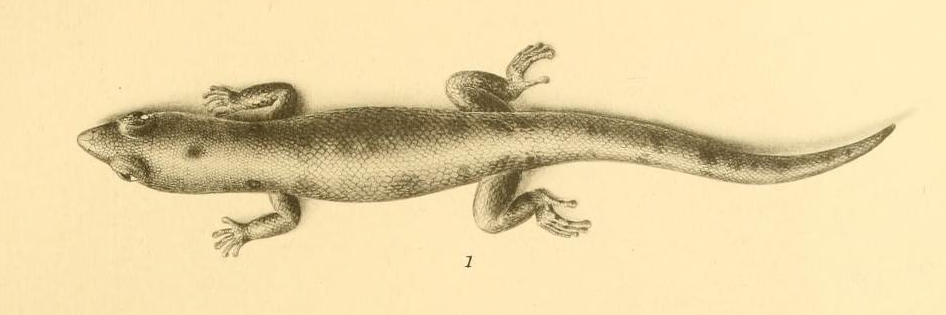
Sphaerodactylus vincenti festus

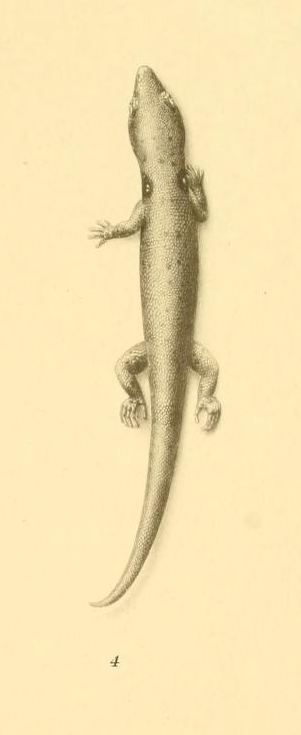
Sphaerodactylus vincenti monilifer

Cette espèce se rencontre :
- sur l'île de Saint-Vincent ;
- sur l'île de Sainte-Lucie ;
- en Martinique ;
- en Dominique.

## Liste des sous-espèces
Selon The Reptile Database (22 juin 2012) :
- Sphaerodactylus vincenti adamas Schwartz, 1964
- Sphaerodactylus vincenti diamesus Schwartz, 1964
- Sphaerodactylus vincenti festus Barbour, 1915
- Sphaerodactylus vincenti josephinae Schwartz, 1964
- Sphaerodactylus vincenti monilifer Barbour, 1921
- Sphaerodactylus vincenti pheristus Schwartz, 1964
- Sphaerodactylus vincenti psammius Schwartz, 1964
- Sphaerodactylus vincenti ronaldi Schwartz, 1964
- Sphaerodactylus vincenti vincenti Boulenger, 1891

## Publications originales
- Barbour, 1915 : Recent notes regarding West Indian reptiles and amphibians. Proceedings of the Biological Society of Washington, vol. 28, p. 71-78 (texte intégral).
- Barbour, 1921 : Sphaerodactylus. Memoirs of the Museum of Comparative Zoölogy at Harvard College, vol. 47, n. 3, p. 215-282 (texte intégral).
- Boulenger, 1891 : On reptiles, batrachians, and fishes from the lesser West Indies. Proceedings of the Zoological Society of London, vol. 1891, p. 351-357 (texte intégral).
- Schwartz, 1964 : A review of Sphaerodactylus vincenti on the Southern Windward Islands. Caribbean Journal of Science, vol. 4, n. 2/3, p. 391-409